# Teatro Villaret
O Teatro Villaret é uma sala teatral de Lisboa, localizada na Avenida Fontes Pereira de Melo. Fundado em 1964 por Raúl Solnado que o baptizou como homenagem ao ator João Villaret. Em 1965 é criada a Companhia Portuguesa de Comediantes, reúnindo um grupo de actores de onde constavam nomes como Eunice Muñoz ou José de Castro.
A inauguração em 1965 foi com a adaptação do polémico "Inspector Geral", de Gogol. Tratava-se de um musical, daí ter passado a chamar-se "Impostor Geral".
Em 1969 foi estúdio de televisão para o célebre programa da RTP Zip-Zip, com Fialho Gouveia, Carlos Cruz e Raúl Solnado. 
Na década de 1970, Artur Ramos ocupou o espaço e depois passou para as mãos do empresário Vasco Morgado.
Durante vários anos permaneceu como uma sala de espectáculos concorrida de Lisboa onde se apresentaram com regularidade as encenações de António Feio e as produções da UAU (durante 8 anos). O grupo Xutos & Pontapés grava um disco nesta sala.
Em 2008 reabre, gerida pelo Teatro Nacional Dona Maria II, com a peça "A Gorda - Fat Pig", do dramaturgo norte-americano Neil LaBute, com uma homenagem ao actor Raul Solnado, seu fundador. A sala passa de 440 para 384 lugares devido a razões de segurança.

## Peças
| Ano  | Peça                                                     | Encenação                     | Elenco |
| ---- | -------------------------------------------------------- | ----------------------------- | --- |
| 1971 | Emílio e os Detectives de Erick Kastner                  | Glicínia Quartin              | |
| 1972 | Tartufo de Molière                                       |                               | Raul Solnado                                                                                                   |
| 1982 | Em carne cor de rosa encarnada de Miguel Esteves Cardoso | Carlos Quevedo                | Graça Lobo, Luís Madureira                                                                                     |
| 1994 | A branca de neve e os 5 anões                            | Grupo Cassefaz (Miguel Abreu) | Fernando Pedro Oliveira, Gonçalo Ferreira de Almeida, Paulo Ferreira, Maria Duarte, Miguel Abreu, Miguel Hurst |
| 2016 | Caveman                                                  |                               | Jorge Mourato                                                                                                  |